# Robert Winthrop Storer
Robert Winthrop Storer (20 septembre 1914-14 décembre 2008) est un ornithologue américain, connu pour son travail sur la systématique des oiseaux et leur évolution, notamment des grèbes. Il est récipiendaire en 1997 du prix Loye and Allen Miller Research Award de la Cooper Ornithological Society, décerné en reconnaissance de ses réalisations en recherche ornithologique.